# Finales De Siglo (álbum)
Finales de siglo es el título del quinto álbum de estudio grabado por el cantautor ítalo-venezolano de pop latino Yordano, Fue lanzado al mercado por la empresa discográfica Sonográfica en 1990.
En este álbum donde se desprenden los sencillos: Madera fina, Robando Azules (tema principal de la telenovela Caribe de RCTV), entre otros.

## Listado de canciones
01- Batalla Perdida
02- Finales de Siglo
03- Robando Azules
04- La Balada de Pedro Matute
05- Prueba de Fuego
06- Madera Fina (a dúo con Trina Medina)
07- No Toquen Esa Canción
08- Veneno
09- Una de Esas
10- Piedra Sobre Piedra
11- Sopa de Cangrejo